# Eren Elmalı
Evren Eren Elmalı (* 7. července 2000) je turecký profesionální fotbalista, který hraje na pozici levého obránce za klub Galatasaray SK a turecký národní tým.

## Klubová kariéra

### Mládežnická kariéra
Elmalı je mládežnickým produktem klubů Kartalspor a Kasımpaşa, s nímž podepsal svou první profesionální smlouvu v roce 2019.

#### Hostování v Silivrisporu
Svou seniorskou kariéru začal na hostování v Silivrisporu v TFF 1. Lig v sezóně 2019/20.

#### Návrat do Kasımpaşy
Do Kasımpaşy se Elmalı vrátil pro sezónu 2020/21. Svůj profesionální debut si odbyl při výhře 2:1 nad Alanyasporem 11. ledna 2021.

### Trabzonspor
Dne 17. července 2022 přestoupil Elmalı do Trabzonsporu, kde podepsal 3letou smlouvu.

### Galatasaray
Dne 11. února 2025 podepsal smlouvu s Galatasarayem na tři a půl roku.

## Reprezentační kariéra
Elmalı byl povolán do seniorského národního týmu Turecka na zápasy Ligy národů UEFA v červnu 2022.

### Reprezentační statistiky
Platí k zápasu hranému 19. listopadu 2024.
| Národní tým | Rok     | Zápasy | Góly |
| ----------- | ------- | ------ | ---- |
| Turecko     | 2022    | 6      | 0    |
| Turecko     | 2023    | 4      | 0    |
| Turecko     | 2024    | 4      | 0    |
| Celkově     | Celkově | 14     | 0    |

## Úspěchy
- Turecký Superpohár: 2022